# Nepájivá maska

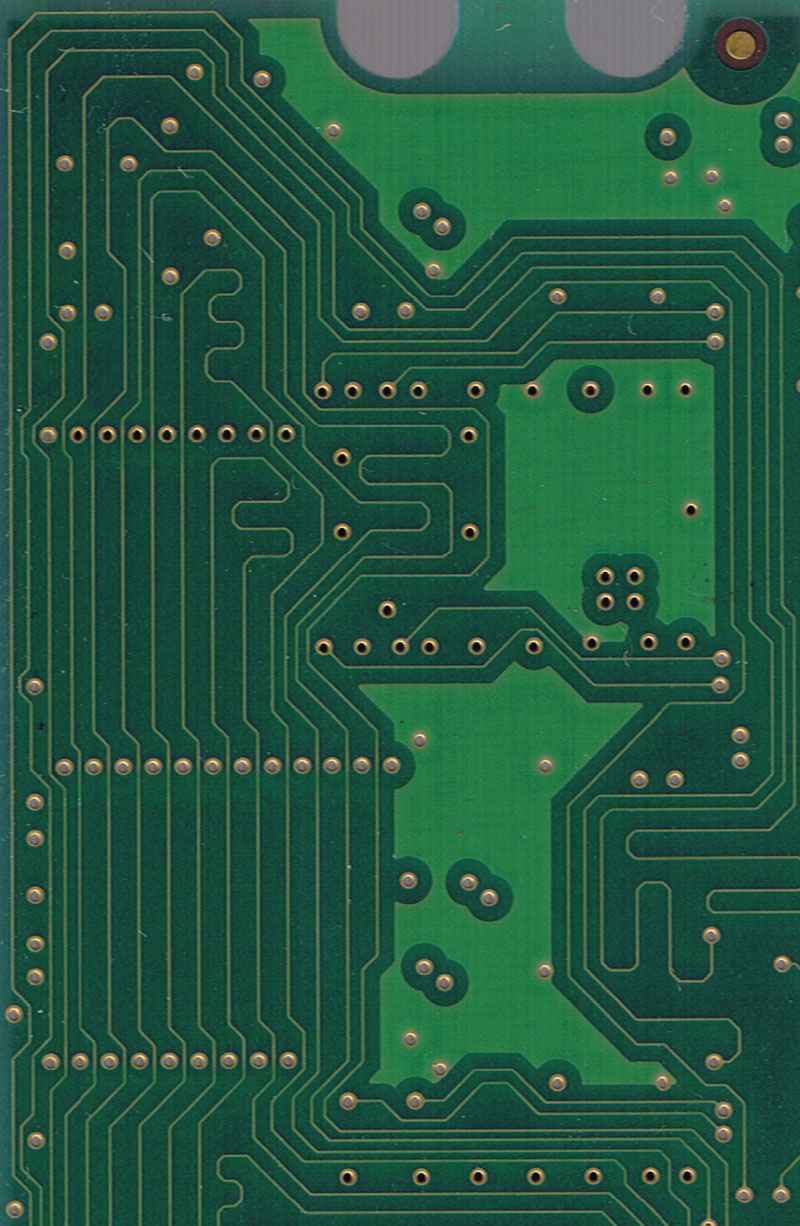
Deska plošného spoje se zelenou nepájivou maskou; pod nepájivou maskou prosvítají světlejší plochy vodičů; pájecí a kontaktní plošky jsou kovově lesklé díky nanesené pájce

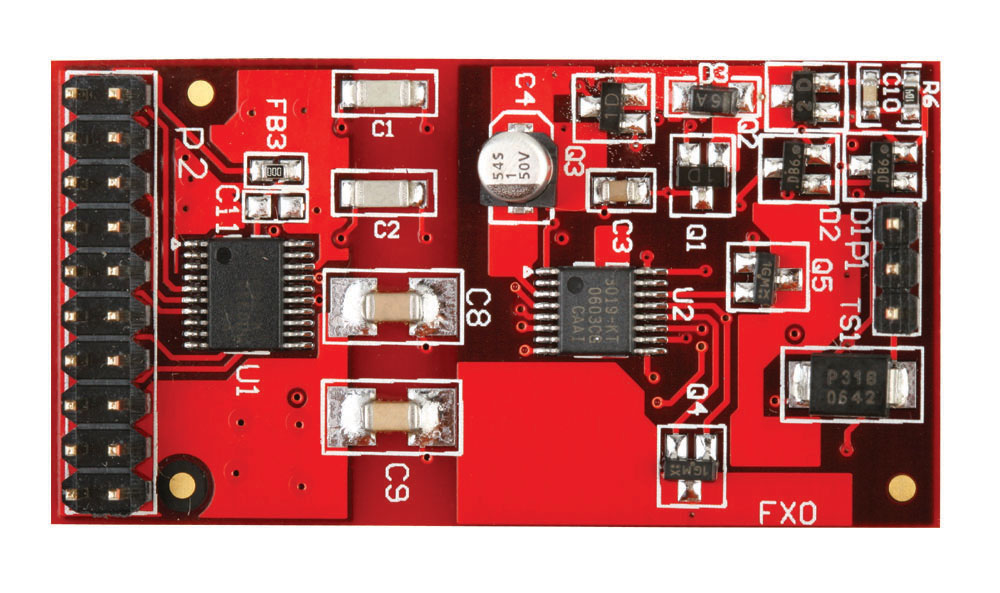
Osazená deska s červenou nepájivou maskou

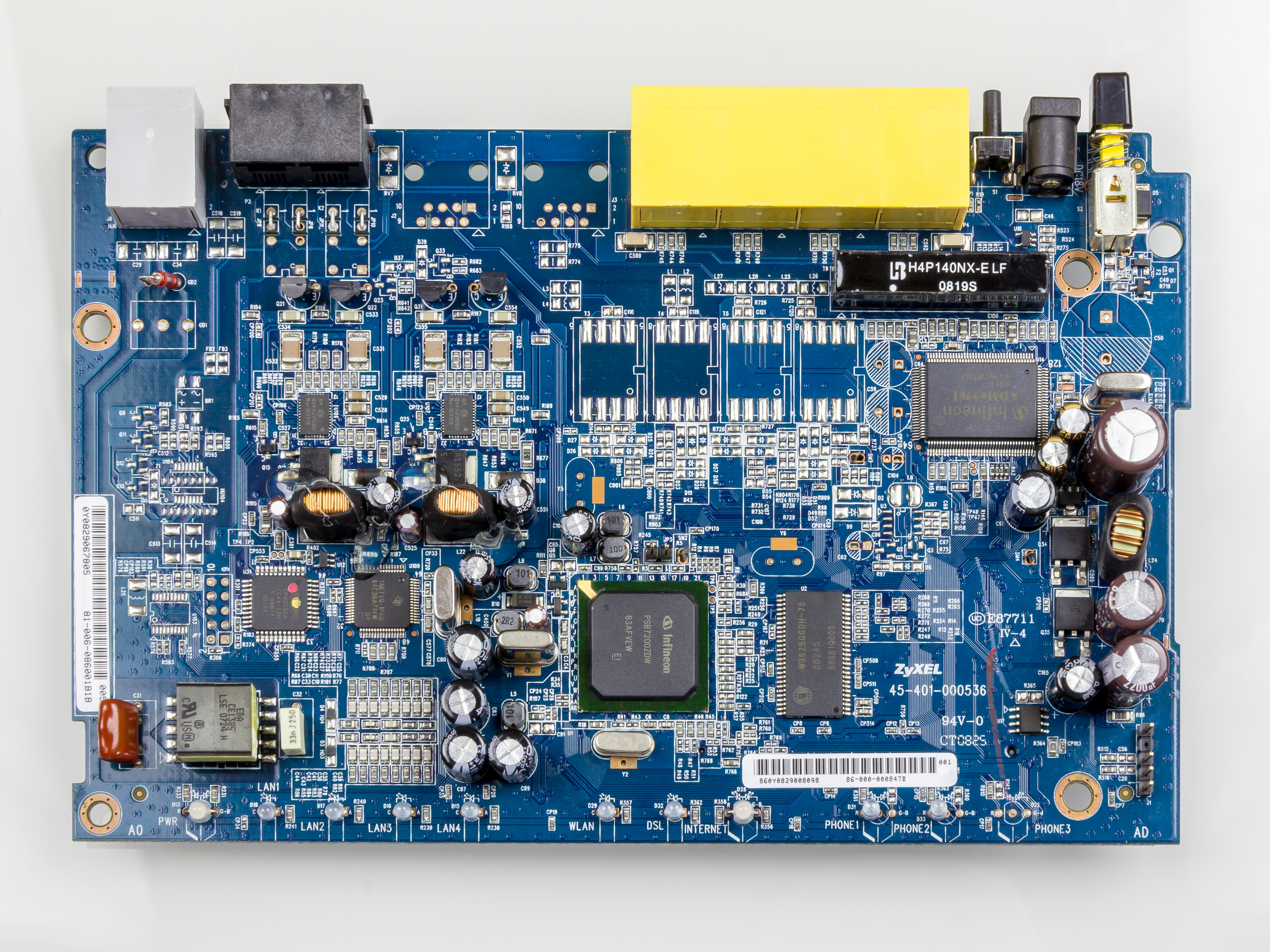
Osazená deska s bílým servisním potiskem na modré nepájivé masce

Nepájivá maska je odolná krycí vrstva, nanesená na povrch desky plošného spoje (DPS) tak, aby odkryté zůstaly pouze pájecí a kontaktní plošky. Maska plní na DPS různé funkce. Chrání desku před korozí, mechanickým poškozením a brání navlhnutí zakrytých oblastí. Zlepšuje také elektrické parametry, jako je izolační pevnost. Nepájivá maska byla vyvinuta především s ohledem na proces strojního pájení vlnou k zabránění zkratům (můstkům) a ke snížení spotřeby pájky. Obvyklou barvou masky je zelená, ale jsou dostupné i další barvy. Materiálem nepájivé masky může být například epoxidová pryskyřice. Nepájivá maska musí být odolná také vůči používaným tavidlům a čisticím prostředkům.

## Typy nepájivé masky
Aplikace různých typů masky se liší. Existují dvě velké skupiny podle způsobu nanášení a vytvrzování.
- Fotocitlivé nepájivé masky

Materiál masky je v podobě viskózní kapaliny nebo fólie nanesen na celou plochu DPS včetně budoucích pájecích plošek. Po částečném vysušení (vytvrzení) je fotocitlivý materiál masky osvícen přes film, vyvolán a definitivně vytvrzen. Filmová předloha je negativní, zakrývá pájecí a kontaktní plochy, které mají zůstat odmaskované. Neosvícené a tedy nevytvrzené plošky se při vyvolání vymyjí, maska je z nich odstraněna. Po vyvolání následuje definitivní vytvrzení (zpravidla termické).
- Přímo nanášené masky, bez využití fotoprocesu

Nanášejí se běžnou technikou sítotisku, po vytištění se výsledný obrazec vytvrdí termicky nebo UV zářením. Protože jde o běžný sítotiskový proces, není třeba řešit osvětlení pracoviště, je nutné zajistit odsáváním rozpouštědel.
Pracnější postup s fotocitlivou maskou dovoluje dosáhnout mnohem přesnější a jemnější obrazec než přímý tisk sítotiskem. Přímo zhotovená sítotisková maska může být levnější díky menšímu počtu technologických kroků.

## Nanášení fotocitlivé nepájivé masky
Pracoviště pro nanášení fotocitlivé masky musí mít vyřešeno vhodné osvětlení, minimálně umístěním stínicích fólií do svítidel.
- Nanášení sítotiskem

Použije se prázdné síto, bez jakéhokoli obrazce. Volba sítoviny zajistí potřebnou tloušťku a rovnoměrnost nanesené vrstvy.
- Postřikem

DPS jsou unášeny dopravníkem pod soustavou trysek rozprašujících lak (nepájivou masku).
- Clonováním

Dopravník unáší desky napříč clonou tvořenou lakem (nepájivou maskou) vytékajícím ze štěrbiny.
- Válcováním

Odpovídá nanášení fotorezistu při výrobě základní desky. DPS jsou protlačovány mezi vyhřívanými válci laminátoru. Válce navalují na obě strany desky současně fotocitlivou fólii odvíjenou ze zásobních cívek.

## Začlenění nepájivé masky vtechnologickém postupuvýroby DPS
Nepájivá maska se nanáší na hotovou, už otestovanou desku, ještě před pokovením pájecích plošek metodou HASL (Hot air solder leveling). Stejné postupy mohou být využity také pro vytvoření tzv. servisního potisku, který vyznačuje umístění součástek a měřicích nebo kontrolních bodů na desce. Především menší výrobci DPS zhotovují servisní potisk stejnou technologií jako masku, aby zvýšili využití strojního vybavení. Po zhotovení masky a potisku absolvuje DPS pokovení plošek a závěrečné mechanické opracování.